# Cerambycini
Los cerambicinos (Cerambycini) son una  tribu de coleópteros crisomeloideos de la familia Cerambycidae. La tribu cuenta con unos 70 géneros y es común a todos los continentes excepto la Antártida, la mayor diversidad de la tribu está representada en el sudeste de Asia.

## Géneros
Tiene los siguientes géneros:
- Aeolesthes - Allodisus - Amphelictus - Atiaia - Bolbotritus - Bothrocerambyx - Butherium - Calocerambyx - Calpazia - Cerambolbus - Cerambyx - Cevaeria - Coelodon - Coelodoniella - Coleoxestia - Criodion - Cyriopalus - Derolus - Derolydnus - Dialeges - Dissopachys - Dymasius - Elydnus - Gibbocerambyx - Hamaticherus - Hirtobrasilianus - Hoplocerambyx - Imbrius - Ischionorox - Jebusaea - Juiaparus - Jupoata - Lachnopterus - Macrambyx - Margites - Masatopes - Massicus - Melathemma - Metacriodion - Micrambyx - Nadezhdiella - Neocerambyx - Neoplocaederus - Ochrodion - Opsamates - Pachydissus - Paracriodion - Parasphallenum - Peruanus - Plocaederus - Pneumida - Poeciloxestia - Potiaxixa - Prosphilus - Pseudaeolesthes - Ptycholaemus - Rhytidodera - Sebasmia - Sphallambyx - Sphallenopsis - Sphallenum - Sphallopterus - Sphallotrichus - Tapinolachnus - Taurotagus - Teraschema - Trachylophus - Trirachys - Utopia - Xenopachys - Xestiodion - Xoanodera - Xoanotrephus - Zatrephus - Zegriades